# Elkinstantonite
L'elkinstantonite è un minerale avente formula chimica Fe4(PO4)2O. Sintetizzata per la prima volta in laboratorio negli anni 1980, è stata identificata in natura solamente nel 2022, momento in cui ha potuto essere designata ufficialmente come minerale, avente in particolare un sistema cristallino monoclino con gruppo spaziale P21/c.

## Scoperta
L'elkinstantonite è stata identificata per la prima volta in natura da un gruppo di ricerca dell'Università dell'Alberta a cui era stato dato un campione da 70 grammi (costituito da due pezzi da 50 e da 20 grammi) del meteorite di El Ali, un meteorite da 15,2 tonnellate di peso, noto da secoli alla comunità locale ma portato all'attenzione della comunità scientifica solamente nel settembre 2020, il cui futuro è peraltro oggi incerto, essendo stato spedito in Cina, presumibilmente per essere venduto.
In particolare, il minerale è stato identificato da Andrew Locock, capo del laboratorio di microsonde elettroniche dell'università, classificato dal geologo Chris Herd. All'interno dello stesso campione, Locock ha identificato anche il primo campione mai rinvenuto in natura di elaliite, mentre all'interno di un altro campione da 20 grammi, Chi Ma, un mineralogista del Caltech, ha identificato il primo campione di sempre di olsenite; entrambi i minerali sono anch'essi fosfati del ferro.
Dopo la sua scoperta, il minerale è stato intitolato a Lindy Elkins-Tanton, vicepresidente dell’iniziativa interplanetaria dell'Università dell'Arizona, nonché prima investigatrice della missione NASA "Psyche", che esplorerà l'origine dei nuclei planetari studiando l'asteroide metallico 16 Psyche tramite un orbiter e la cui partenza è stata pianificata per il 2023.